# دیمن گری
دیمن گری (انگلیسی: Damon Gray؛ زادهٔ ۱۱ ژوئیهٔ ۱۹۸۸) بازیکن فوتبال اهل بریتانیا است.
از باشگاه‌هایی که در آن بازی کرده‌است می‌توان به باشگاه فوتبال هیبرنین، باشگاه فوتبال پاتریک تیسل، و باشگاه فوتبال اوسترشوندس اشاره کرد.